# Pseudocercospora ceanothi
Pseudocercospora ceanothi är en svampart som först beskrevs av Kellerm. & Swingle, och fick sitt nu gällande namn av Y.L. Guo & X.J. Liu 1989. Pseudocercospora ceanothi ingår i släktet Pseudocercospora och familjen Mycosphaerellaceae.   Inga underarter finns listade i Catalogue of Life.